# Violeta Ivanov
Violeta Ivanov (n. 15 septembrie 1967, Grinăuți-Moldova, raionul Ocnița) este o politiciană din Republica Moldova, care a îndeplinit funcția de Ministru al Ecologiei și Resurselor Naturale al Republicii Moldova între 2008-2009, iar din 2009 până în 2021 a fost deputat în Parlamentul Republicii Moldova.
A avut funcții în Guvernul Republicii Moldova, fiind viceministru (21 noiembrie 2007 și 27 februarie 2008) și ulterior ministru al ecologiei și resurselor naturale în cabinetele Tarlev II (o singură lună), Greceanîi I și Greceanîi II.
Din decembrie 2014 până în decembrie 2015 a fost președintele fracțiunii Partidului Comuniștilor din Republica Moldova (PCRM) în parlament. În 2015, în urma unei scindări în cadrul PCRM, alături de alți 13 deputați, Ivanov a părăsit partidul și s-a alăturat doi ani mai târziu Partidului Democrat din Moldova. În mai 2020, Ivanov a părăsit și acest partid, alăturându-se echipei ȘOR. Cu două luni înainte de alegerile prezidențiale din noiembrie 2020, Ivanov a fost anunțată drept candidata Partidului ȘOR la funcția de președinte.

## Copilărie și educație
Violeta Ivanov s-a născut la data de 15 septembrie 1967 în satul Grinăuți-Moldova, raionul Ocnița, RSS Moldovenească, URSS. A absolvit în anul 1989 cursurile Facultății de Ingineria Mediului, specialitatea „Protecția și folosirea rațională a resurselor acvatice” din cadrul Institutului de Utilități Publice din Harkov (Ucraina). A absolvit ulterior Academia de Relații Internaționale și Studii Diplomatice din Chișinău (2004) și a făcut studii postuniversitare în diplomația mediului organizate de Universitatea din Geneva⁠(d) (2007).
A urmat cursuri de specializare în următoarele domenii:
- „Implementarea Directivelor Europene în domeniul protecției resurselor acvatice”, Institutul Apelor din Lelistad, Olanda (1997)
- „Influența reformelor economice asupra mediului”, Tokio, Japonia (1999)
- „Evaluarea impactului asupra mediului înconjurător, participarea publicului la procesul de adoptare a deciziilor privind problemele de mediu”, Copenhaga, Danemarca (2000)
- „Principiile și metodele de control ecologic al întreprinderilor industriale”, România (2002)
- „Procedura de evaluare a impactului asupra mediului și de emitere a Acordurilor de Mediu”, conformarea cu prevederile Directivelor EIM (2003)
- „Integrare europeană”, Academia de Administrare Publică din Chișinău (2004)

În 2018, Ivanov a obținut titlul academic de doctor în științe geonomice cu teza „Apele de suprafață în condițiile aridizării climei Republicii Moldova”.

## Carieră
După absolvirea facultății, a lucrat la Agenția Ecologică Chișinău din cadrul Departamentului Protecției Mediului ca specialist principal, șef al secțiilor „Protecția Resurselor Acvatice” și „Coordonare informatică și autorizarea folosințelor de mediu”. A fost apoi șef al Direcției Expertiză Ecologică de Stat din cadrul Inspectoratului Ecologic de Stat, după care viceministru și șef al Direcției Generale Politică de Mediu și Integrare Europeană din cadrul Ministerului Ecologiei și Resurselor Naturale.
În domeniul cooperării cu organismele internaționale, a fost coordonator național al procesului „Un mediu pentru Europa” (septembrie 2002), membră al Grupului de lucru în cadrul Comitetului Politicii de Mediu  a ONU (Geneva, Elveția, octombrie 2002), membră a Biroului Directoratului de Mediu al Organizației pentru Cooperare și Dezvoltare Economică (Paris, Franța) pentru țările non-membre a OECD (aprilie 2003), coordonator național în cadrul procesului pan-european „Sănătatea și Mediul” (martie 2005), coordonator național al procesului „Educație pentru Dezvoltare Durabilă” (ianuarie 2006) și membră a Consiliului Fondului Global de Mediu (GEF – Washington, SUA, martie 2007). De la 21 noiembrie 2007 până la 27 februarie 2008 a fost viceministru al ecologiei și resurselor naturale al Republicii Moldova.
De asemenea, Violeta Ivanov este autoare și co-autoare a mai multor articole științifice pe diverse teme ecologice.

### Activitate politică

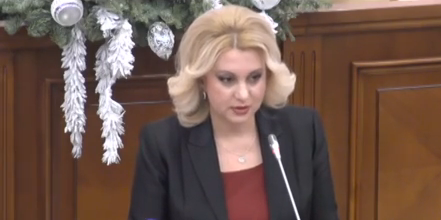
Violeta Ivanov pe 29 decembrie 2014, la prima ședință a parlamentului de legislatura a XX-a

La data de 27 februarie 2008, Violeta Ivanov a fost numită prin decret prezidențial în funcția de ministru al ecologiei și resurselor naturale în Guvernul Tarlev II. Ea și-a păstrat funcția de ministru și în noul guvern format de Zinaida Greceanîi la data de 31 martie 2008, cât și în cel de-al doilea cabinet de miniștri al lui Greceanîi.
Din aprilie 2009 până în prezent este deputat în Parlamentul Republicii Moldova. În legislatura a IX-a a fost președinte al fracțiunii parlamentare a PCRM. Din 2009 a fost președintele Comisiei pentru mediu și schimbări climatice, iar până în 2019 a Comisiei politică externă și integrare europeană. A participat din partea PCRM la alegerile parlamentare din aprilie 2009, iulie 2009, 2010 și 2014.
În decembrie 2015, în contextul recentei demiteri a Guvernului Streleț și arestării liderului PLDM Vladimir Filat, s-a produs o scindare în cadrul PCRM, în urma căreia Ivanov a anunțat că ea și alți 13 deputați ai formațiunii părăsesc partidul și formează Platforma Social-Democratică „Pentru Moldova”. În ianuarie 2016, cei 14 deputați au votat pentru învestirea Guvernului Filip. Deputații neafiliați s-au alăturat în martie 2017 Partidului Democrat din Moldova.
Ivanov a participat la alegerile parlamentare din februarie 2019 pe listele PDM, asigurându-și un nou mandat de deputat. În mai 2020, Violeta Ivanov și Vladimir Vitiuc au ieșit din fracțiunea PDM și s-au alăturat echipei ȘOR. Cu două luni înainte de alegerile prezidențiale din noiembrie 2020, liderul partidului, Ilan Șor, a desemnat-o pe Ivanov drept candidata Partidului ȘOR la funcția de președinte. A acumulat 6,49% din numărul total de voturi în turul I, înregistrând cel mai bun rezultat în raionul Orhei: 46,53%.
La 4 decembrie a fost votată în funcția de șefă a Comisiei pentru politica externă, fiind susținută de PSRM.

## Viață personală
Violeta Ivanov vorbește fluent limbile rusă și engleză și satisfăcător limba spaniolă. Este căsătorită și are doi copii.